# Почётная грамота Президиума Верховного совета РСФСР
Почётная грамота Президиума Верховного совета РСФСР — государственная награда РСФСР в 1956—1992 годах. Учреждена Указом Президиума Верховного Совета РСФСР от 18 июля 1956 года.
Почётной Грамотой Президиума Верховного Совета РСФСР награждались за особые заслуги в производственной, научной и общественно-политической деятельности, в социально-культурном строительстве и коммунистическом воспитании трудящихся, в обеспечении безопасности и защите Советского государства, за вклад в укрепление мира и дружбы между народами.
Почётной Грамотой награждались также предприятия, объединения, учреждения, организации и их структурные подразделения, воинские части, автономные республики, края, области, автономные области, автономные округа, районы, города и другие населённые пункты.
О награждении Почётной Грамотой Президиум Верховного Совета РСФСР издавал указы, которые публиковались для всеобщего сведения в «Ведомостях Верховного Совета РСФСР» и в иных органах печати.
16 мая 1992 года вступили в силу поправки в Конституцию РСФСР, которые переименовали республику в Российскую Федерацию. Спустя неделю, 25 мая Постановлением Президиума Верховного Совета Российской Федерации была учреждена Почётная Грамота Президиума Верховного Совета Российской Федерации, которая не имела статуса государственной награды, а Указ Президиума Верховного Совета РСФСР от 18 июля 1956 года «Об учреждении Почётной Грамоты Президиума Верховного Совета РСФСР» был признан утратившим силу.